# Air Dolomiti
Air Dolomiti S.p.A. L.A.R.E. (Linee Aeree Regionali Europee) è una compagnia aerea regionale italiana di proprietà di Lufthansa, con sede legale e amministrativa a Villafranca di Verona. La compagnia ha basi operative negli aeroporti di Verona-Villafranca, Firenze-Peretola e Venezia-Marco Polo, mentre i suoi hub sono l'aeroporto di Monaco di Baviera e quello di Francoforte sul Meno.
Seppur controllata al 100% da Lufthansa, Air Dolomiti mantiene una struttura indipendente e l'addestramento degli equipaggi.

## Storia
Costituita il 30 dicembre 1989 dal Gruppo Siderurgico Leali per iniziativa dell'imprenditore Alcide Domenico Leali, Air Dolomiti inizia le operazioni il 21 gennaio 1991 con il collegamento Trieste-Genova. L'anno successivo inaugura i primi voli internazionali, operando la rotta Verona-Monaco di Baviera. I servizi vengono effettuati con il De Havilland Dash 8 serie 300, un bimotore turboelica da 50 posti.

Un De Havilland Dash 8 con la livrea di Air Dolomiti all'inizio degli anni '90.

Nel 1993 entrano in flotta 5 biturboelica ATR 42-320 in configurazione da 46 posti. Nello stesso anno Air Dolomiti e Lufthansa stringono un accordo commerciale per i voli da Trieste a Monaco di Baviera. Nel 1995 si aggiungono i primi esemplari della versione aggiornata, l’ATR 42-500, caratterizzata da migliori prestazioni e comfort.
Nel 1994 la società diventa "Partner of Lufthansa" con l'intenzione di diventare la prima compagnia aerea regionale in ambito europeo.
A fine anni '90 l'azienda instaura una collaborazione con un altro vettore aereo, Alpi Eagles. Gli aviogetti Fokker 100 di Alpi Eagles vengono completamente riconfigurati internamente e assumono la livrea di Air Dolomiti. La collaborazione fa sì che le due imprese si confrontino direttamente con vettori di maggiori dimensioni sulle rotte da Venezia verso Barcellona e Parigi.
Nel frattempo, nel 1998, anche il biturbina regionale ATR 72 da 64 posti entra a far parte della flotta e viene operato sulle rotte di maggior prestigio.
Dopo diversi anni di collaborazione, nel gennaio del 1999 Lufthansa acquista il 26% delle azioni della compagnia. Nello stesso anno, riceve il "Customer Satisfaction Award 1999" attribuito da Arthur Andersen de Il Sole 24 Ore per l'impegno e il metodo profuso nei confronti della clientela.
Nel 2001 Air Dolomiti entra finalmente tra gli operatori di jet e diventa primo cliente europeo dei bireattori regionali Bombardier CRJ-200. Nel 2004 viene inserito nella flotta anche il quadrimotore britannico BAe 146-300 in configurazione da 99 posti.
Nel luglio del 2003 Lufthansa acquisisce il 100% della società e nomina Michael Andreas Kraus presidente e amministratore delegato della compagnia.

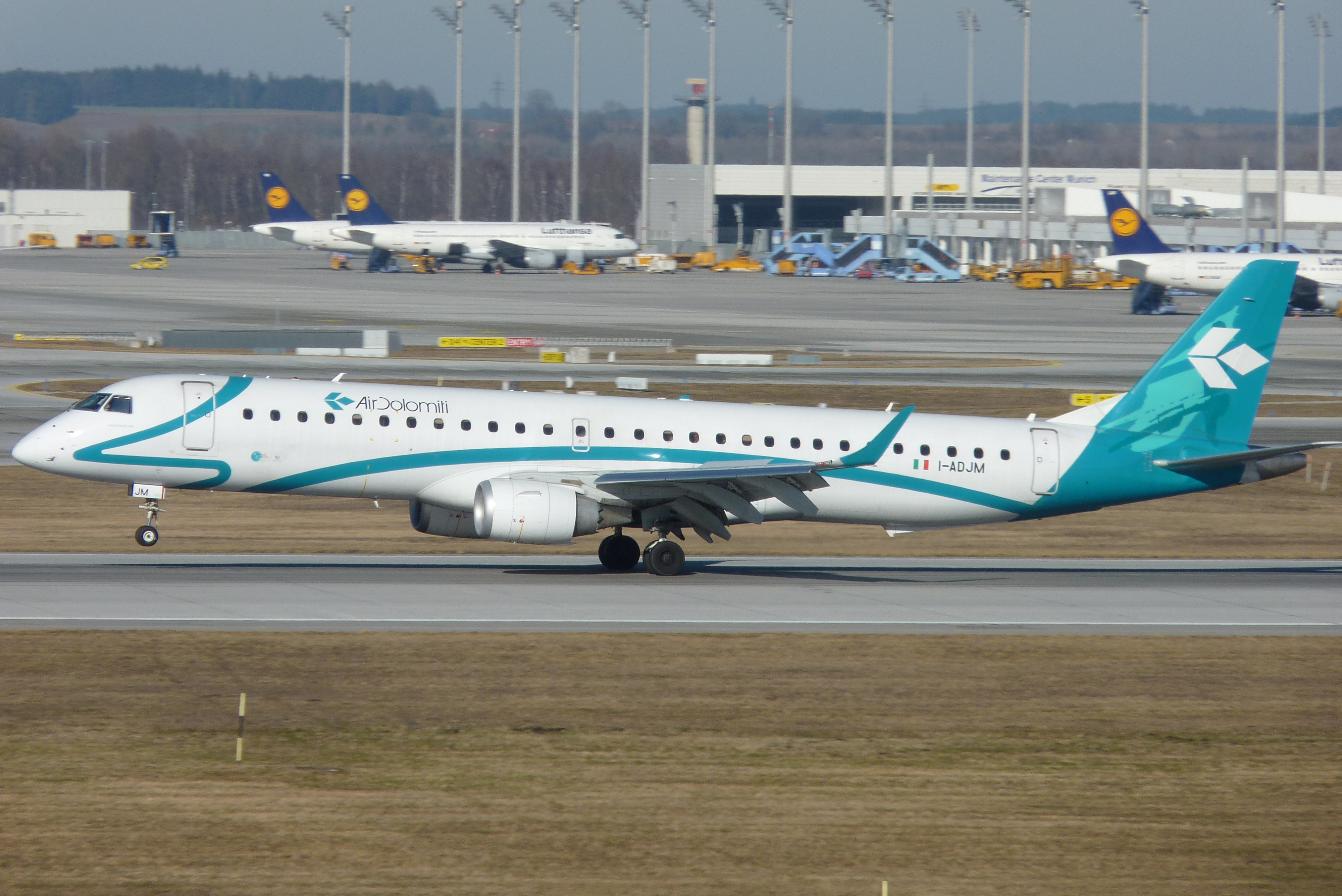
Un Embraer E-195 di Air Dolomiti.

Il 27 gennaio 2009 Air Dolomiti diventa il primo cliente italiano per i nuovi velivoli a getto Embraer E-190-200, nella variante E-195, che vanno a sostituire gradualmente tutti i BAe 146-300.
Il 26 gennaio 2011 Lufthansa annuncia la nomina dell'amministratore delegato di Air Dolomiti, Michael Kraus, alla stessa carica di Lufthansa Italia, ovvero la "divisione Italia" di Lufthansa. Questa verrà comunque chiusa il 29 ottobre dello stesso anno.
Nel dicembre 2012 il consiglio di amministrazione di Lufthansa delibera un ridimensionamento di Air Dolomiti, con il ritiro di tutti i velivoli ATR. Questa operazione comporta la mobilità per 116 dipendenti e una riduzione del totale aeromobili a 10.
Dopo 11 anni alla guida della compagnia, Michael Kraus lascia l'incarico a Joerg Eberhart, che dal 1º settembre 2014 al 30 settembre 2021 è presidente e amministratore delegato di Air Dolomiti.
Nel 2017 un undicesimo aereo si aggiunge alla flotta; si tratta di un Embraer 195 da 120 posti proveniente da Lufthansa CityLine. Nel marzo 2018 un secondo E-195 di Lufthansa CityLine viene trasferito nella flotta, con la livrea speciale Star Alliance.
Nel gennaio 2019 vengono confermati i piani di espansione di Air Dolomiti, che prevedono l'aumento della flotta da 12 velivoli a 15, tutti Embraer provenienti da Lufthansa CityLine. Contestualmente, viene annunciata l'apertura di una scuola di volo per l'addestramento dei futuri piloti della compagnia e viene introdotta una nuova livrea che riprende molti elementi di quella originaria.
Dal 1º gennaio 2022 Steffen Harbarth è il nuovo CEO della compagnia.
Nel marzo 2024, Lufthansa ha annunciato l'intenzione di espandere la flotta di Air Dolomiti a 25 aeromobili entro fine anno. Il 3 dicembre 2024 è stato avviato il trasferimento del 26° Embraer nella flotta: l'Embraer 190 D-AECE, ultimo esemplare di questo modello ancora operativo per Lufthansa, ha effettuato il suo volo finale con la livrea della compagnia tedesca decollando da Francoforte con destinazione Verona. Con questo volo si è conclusa la fase di trasferimento degli Embraer 190/195 da Lufthansa ad Air Dolomiti, iniziata nel dicembre 2018 e notevolmente accelerata a partire dal 2022. Nei giorni successivi, l'aeromobile è stato programmato per il trasferimento presso l'Aeroporto di East Midlands per essere ridipinto nella livrea Air Dolomiti e ricevere la nuova immatricolazione italiana.

## Strategia
Air Dolomiti fa parte di Lufthansa Regional, il coordinamento delle compagnie regionali del Lufthansa Group.
Nel 2019 la compagnia ha trasportato più di 2,5 milioni di passeggeri, per la maggior parte viaggiatori d'affari.

## Servizi

### Classi di viaggio

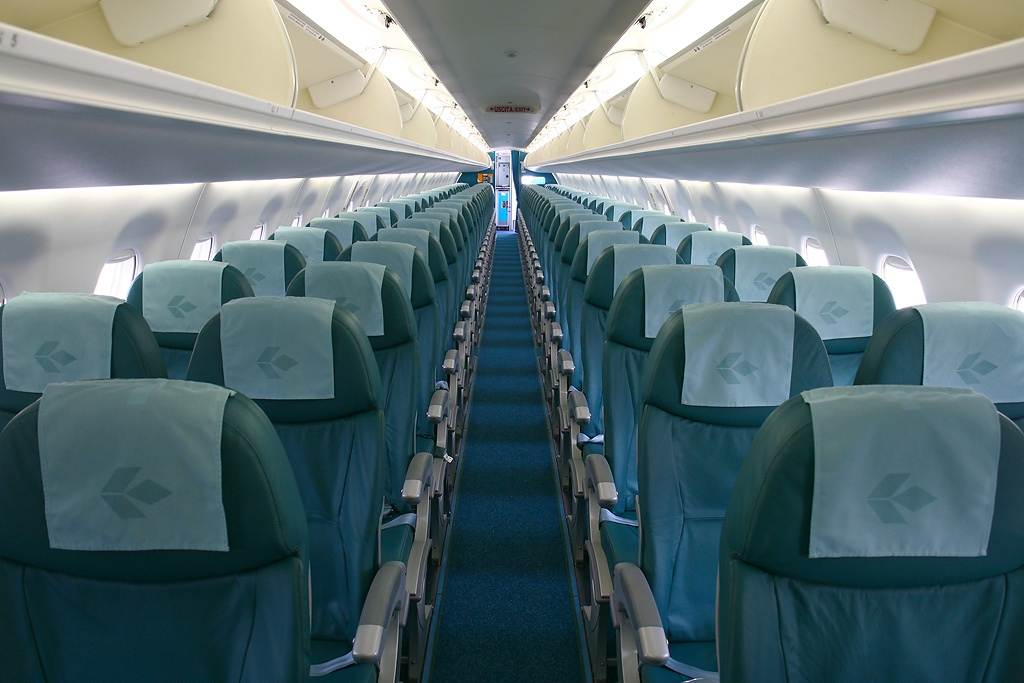
L'interno di un Embraer E-195 di Air Dolomiti.

Il piano tariffario prevede un'offerta allineata al Gruppo Lufthansa e declinata in cinque diverse opzioni: tre tariffe economy e due tariffe business.

## Collaborazioni
Nel corso degli anni, Air Dolomiti ha stretto collaborazioni e sponsorizzazioni importanti: il servizio di bordo firmato Settimocielo ha visto la partecipazione di chef del livello di Simone Rugiati (2015) e Giancarlo Perbellini (2016), JRE Jeunes Restaurateur (2017) e con cantine rinomate a livello europeo e internazionale come Aneri, Marchesi Antinori e Masi (quest'ultima nominata vino dell'anno Air Dolomiti per tutto il 2018).

## Riconoscimenti
Tra i molteplici riconoscimenti ottenuti da Air Dolomiti si ricordano:
- ERA Airline of the Year, riconosciuto ad Air Dolomiti dall'ERA per due anni di seguito, nel 1998 e 1999.
- ERA Bronze Award, riconosciuto ad Air Dolomiti dall'ERA per tre volte, negli anni 2001, 2002 e 2003.
- Business Traveller Award, dalla rivista tedesca Business Traveller per la qualità del servizio a bordo e per il personale di cabina Air Dolomiti, negli anni 2005, 2006, 2008, 2010 e 2011.

Skytrax assegna alla compagnia un punteggio di 4 stelle su 5. Secondo una classifica del 2019, a livello mondiale, considerando criteri come puntualità, qualità del servizio a bordo e gestione dei reclami, Air Dolomiti risulta la prima compagnia aerea italiana, al 50º posto.

## Flotta

### Flotta attuale

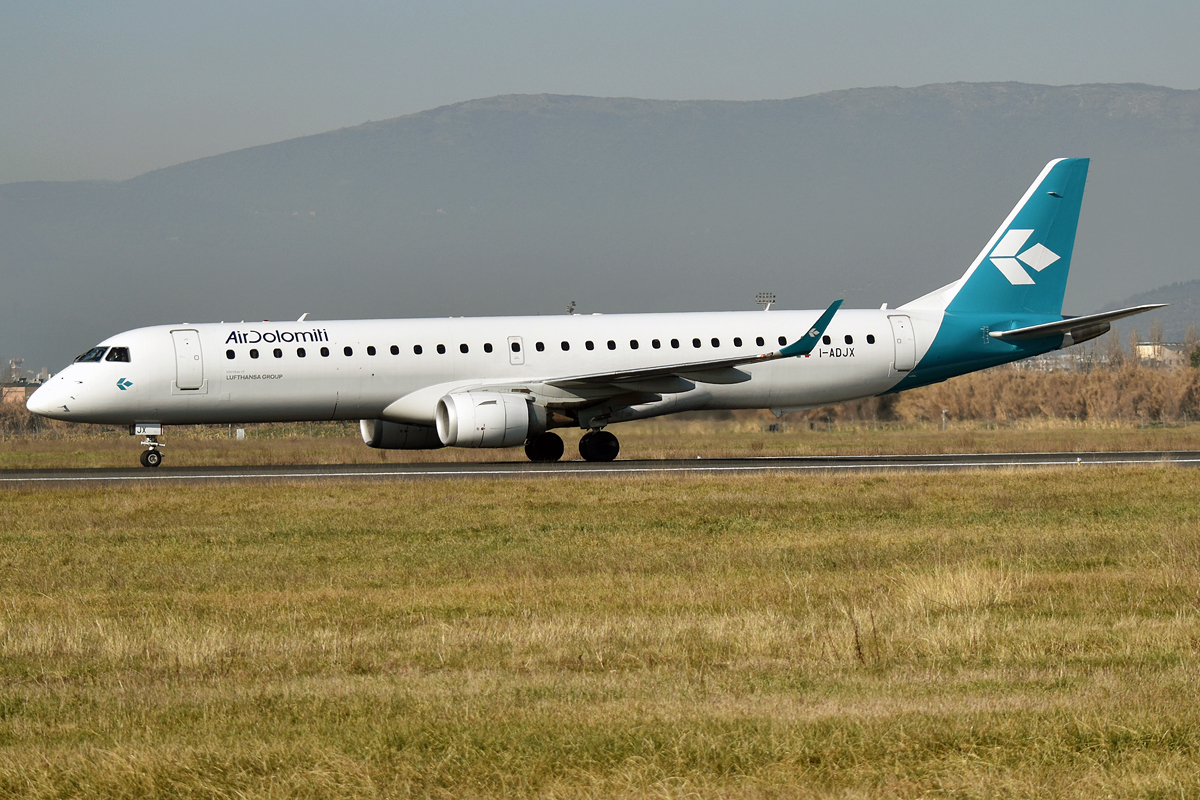
Un Embraer E-195.

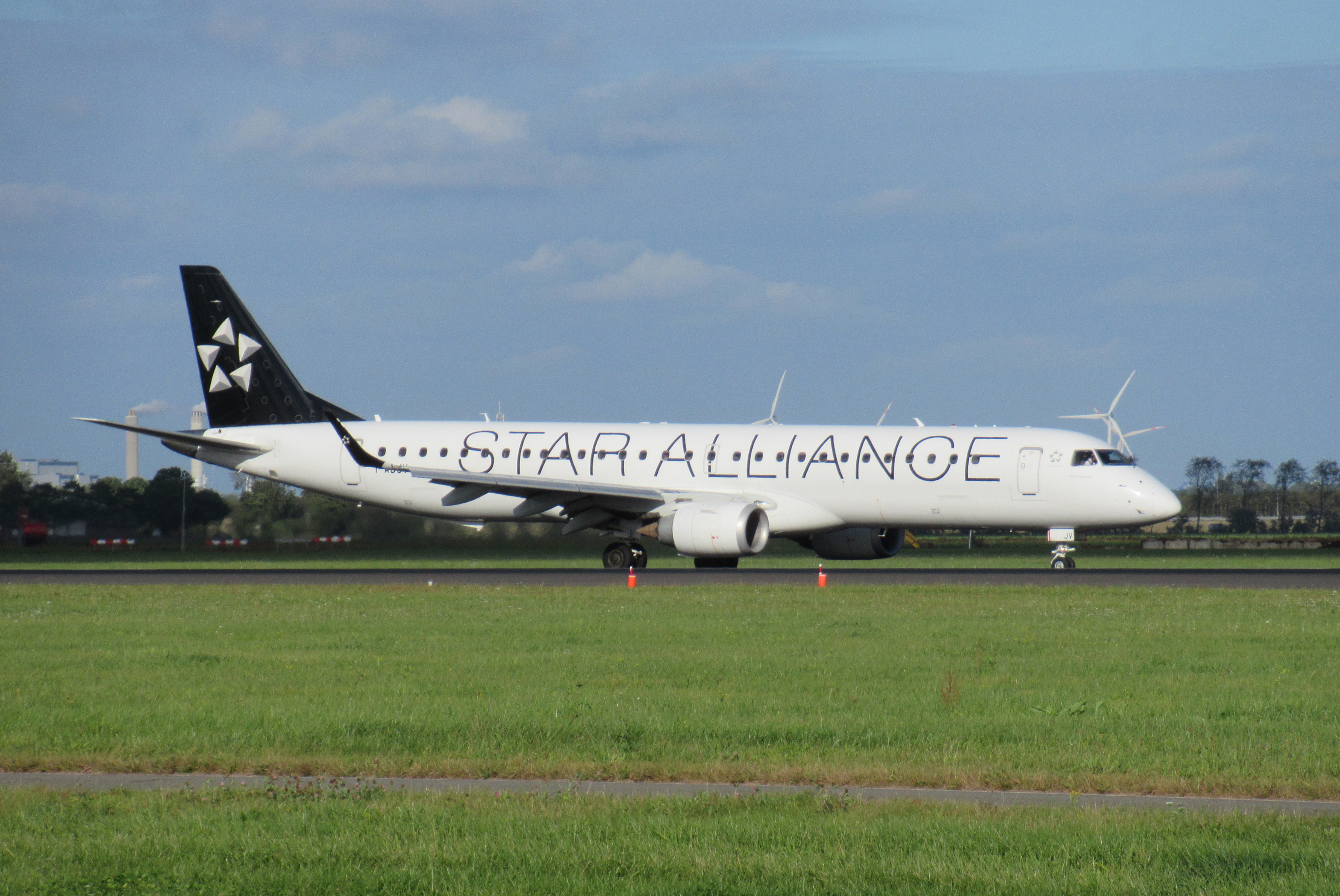
Un Embraer E-195 in livrea Star Alliance.

A luglio 2025 la flotta di Air Dolomiti è così composta:

### Flotta storica

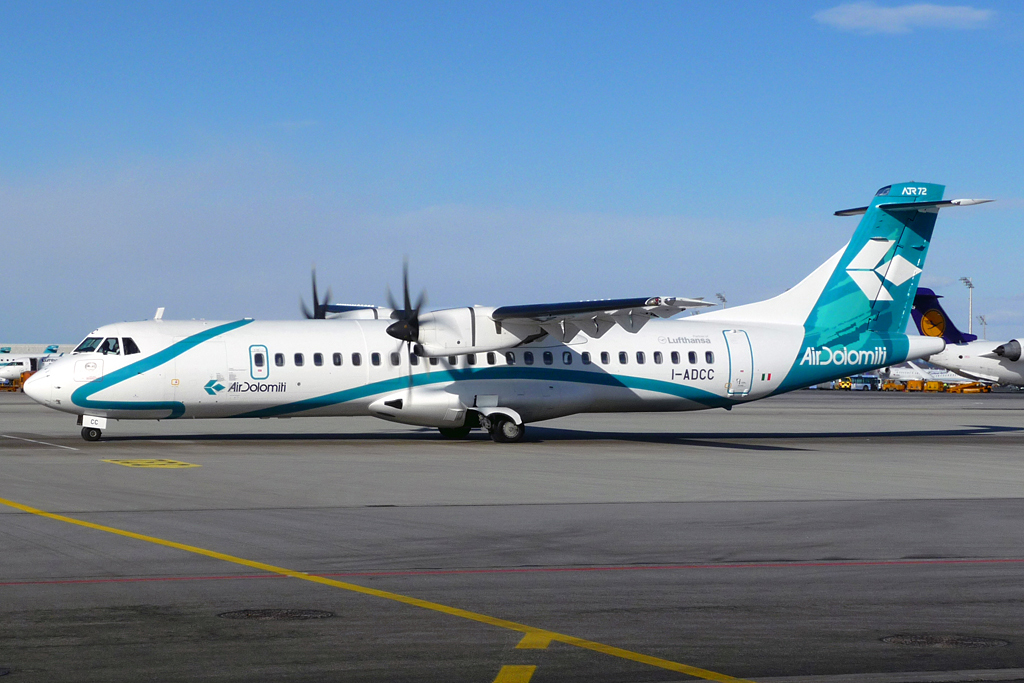
Un ATR 72-200.

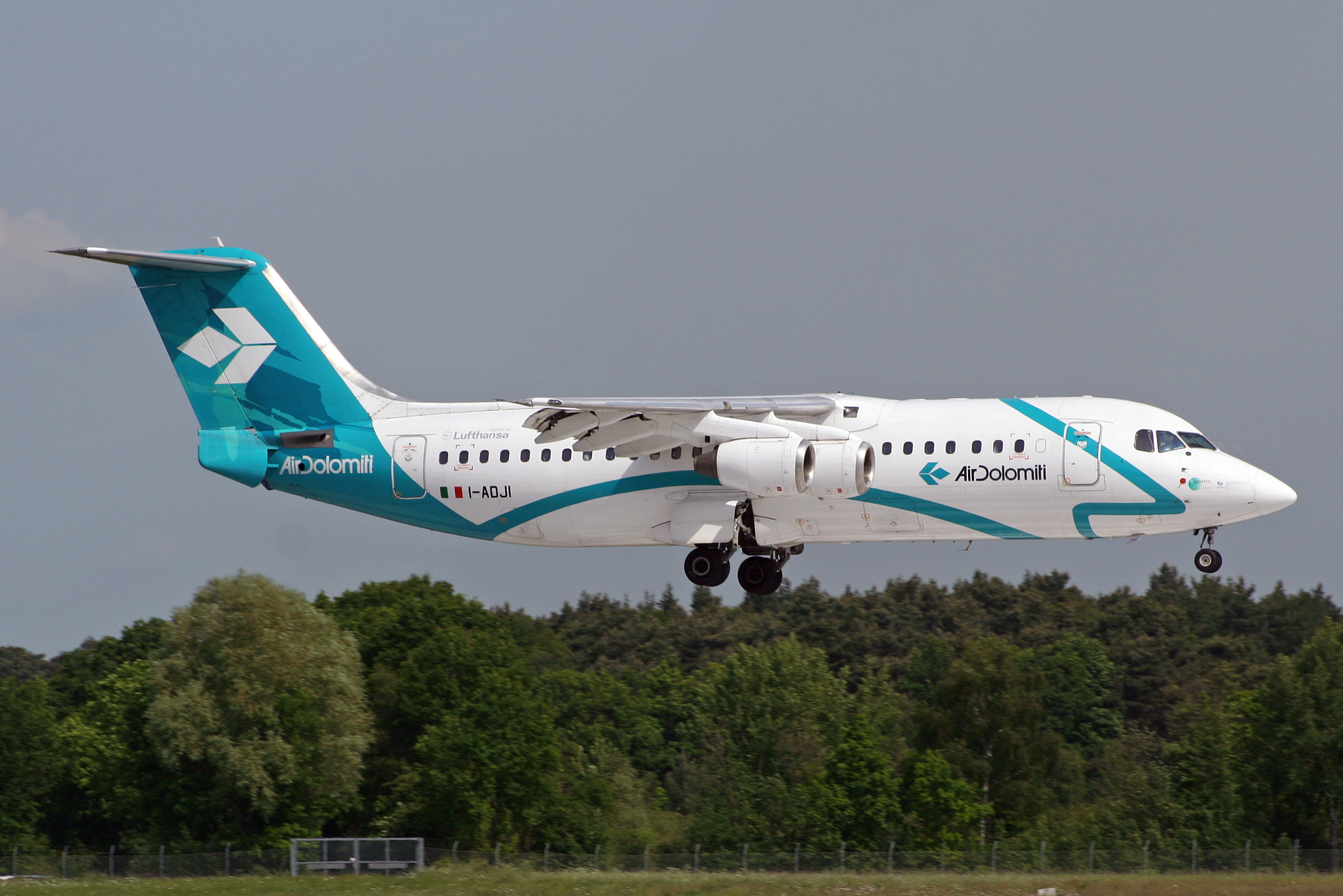
Un BAe 146-300.

Air Dolomiti operava in precedenza con i seguenti aeromobili:

## Incidenti

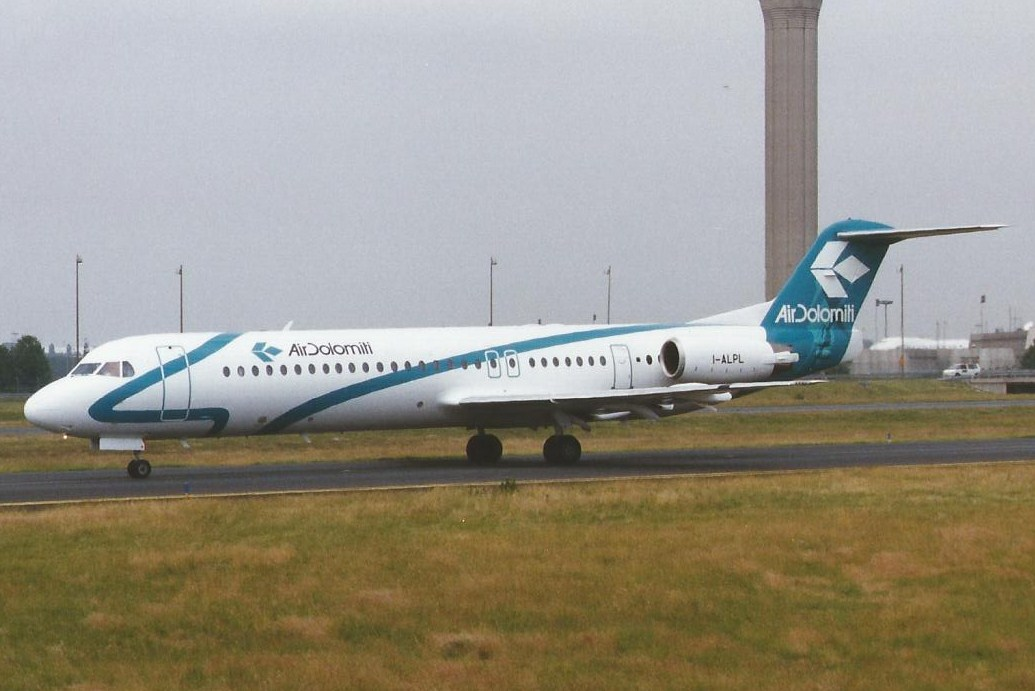
Il Fokker F100 I-ALPL.

- Il 7 novembre 1999 il Fokker F100 marche I-ALPL, volo 2708 da Venezia a Barcellona, esce di pista in atterraggio all'aeroporto di Barcellona a causa di un problema alla ruota destra del carrello d'atterraggio. Nessun danno ai 39 passeggeri e ai 5 membri dell'equipaggio.[28]
- Il 17 maggio 2012 un ATR 72-212A marche I-ADCD, volo LH1912 operato da Lufthansa da Monaco di Baviera a Venezia, rimane danneggiato uscendo di pista in atterraggio all'aeroporto di Monaco di Baviera, a causa di un problema al motore numero 2, dopo essere rientrato all'aeroporto di partenza a causa della comparsa di fumo in cabina. Delle 62 persone a bordo, un passeggero riporta lievi ferite a causa della ressa da panico durante l'evacuazione.[29]